# Instituto Europeu da Inovação e da Tecnologia
O Instituto Europeu da Inovação e da Tecnologia (sigla: IET) entrou em vigor em 29 de Abril de 2008. O IET tem a intenção de ser uma nova força da investigação universitária para a excelência no ensino superior, da investigação e da inovação. O conceito inicial de um Instituto Europeu de Tecnologia foi baseado no exemplo do Instituto de Tecnologia de Massachusetts (MIT) e a sua combinação de classe mundial da educação, pesquisa e um profundo compromisso efetivo nos processos de inovação.
Na sua proposta de um IET, a Comissão Europeia apresentou uma estrutura a dois níveis, que combina tanto um bottom-up e uma abordagem de cima para baixo: uma estrutura de gestão que tem por base um Conselho Directivo (GB) e Comunidades de Conhecimento e Inovação (CCI). A partir de 21 de Janeiro de 2008, verifica-se que o projecto vai funcionar principalmente através da construção de redes preexistentes em universidades e em instituições de pesquisa sem qualquer nova construção de uma instituição de ensino ou de pesquisa e sem concessão de diplomas da UE.
Em 18 de Junho de 2008, Budapeste, na Hungria, foi escolhida pelos Estados-Membros da UE para sediar a sede do instituto. Os seguintes candidatos também manifestaram o seu interesse: Polónia (Wrocław), Áustria/Eslováquia ("cidades geminadas" Bratislava - Viena), Espanha (Sant Cugat del Vallès na Catalunha) e três cidades na Alemanha (Aachen, Karlsruhe e Nuremberga).
Existe já uma instituição com o nome com o nome do Instituto, sediada em Rimini, na Itália e San Marino. No entanto, em Julho de 2007, o Parlamento Europeu aprovou o plano com um novo nome de "Instituto Europeu da Inovação e da Tecnologia", para sublinhar o seu aspecto na inovação